# Miguel Paz Barahona
Miguel Paz Barahona (ur. 1863, zm. 1937) – honduraski chirurg, minister zarządzania w rządzie brata Francisco Bograna, wolnomularz, był prezydentem Hondurasu od 1925 do 1929, prezydentem Kongresu Narodowego od 1933 do 1934.
W 1925 utrzymał się u władzy dzięki wsparciu Stanów Zjednoczonych (zagrażał mu zamach stanu).